# Vladimir Ljachov
Vladimír Afanasjevič Ljachov, rusky Ляхов, Владимир Афанасьевич, (20. července 1941 Antracit, Vorošilovská oblast USSR, nyní Ukrajina – 19. dubna 2018, Astrachaň, Rusko) byl sovětský vojenský letec a kosmonaut ruské národnosti. Zúčastnil se celkem tří letů do vesmíru na orbitální stanice Saljut 6, Saljut 7 a Mir, v kosmu strávil více než 333 dní.

## Život

### Mládí a výcvik
Základní školu absolvoval v doněckém městě Antracitu, kde se narodil i vyrostl a absolvoval základní školu. Poté nastoupil do charkovského leteckého učiliště, naučil se létat i na stroji MiG-17. V roce 1965 si podal žádost o přijetí mezi kosmonauty, prošel všemi lékařskými kontrolami, ale byl zařazen jen mezi náhradníky. Až 7. května 1967 se ocitl ve Hvězdném městečku, podrobil se výcviku a zůstal zde do 19. srpna 1994. V době příchodu měl za sebou lety na 14 různých typech letounů. Ve Hvězdném městečku se rozhodl k dálkovému studiu na Vojenské letecké akademii a souběžně se připravoval na svůj první let.. Má dvě děti, syna a dceru.

### Lety do vesmíru
Dočkal se až v roce 1979, ve svých 38 letech. Z Bajkonuru odstartovali společně s Rjuminem v Sojuzu 32, spojili se s orbitální stanicí Saljut 6 a řadu měsíců zde pracovali. Loď, ve které přiletěli, odeslali na Zem s vyřazeným materiálem, sami se vrátili v Sojuzu 34.
O čtyři roky později letěl v Sojuzu T-9 na orbitální stanici Saljut 7 k dalšímu dlouhodobému (5 měsíců) pobytu jako člen druhé základní posádky. Startovali s Alexandrem Alexandrovem opět z Bajkonuru. Během služby přijali několik nákladních lodí Progress. Kvůli poruše lodi jejich náhradníků si museli pobyt neplánovaně prodloužit.
O dalších pět let později (rok 1988) v hodnosti plukovníka odletěl v Sojuzu TM-6 na stanici Mir, tentokrát byl ve vesmíru jen 9 dní. Během svých třech letů strávil na oběžné dráze 333 dní.
- Sojuz 32, Sojuz 34 (25. února 1979 – 19. srpna 1979)
- Sojuz T-9 (27. června 1983 – 23. listopadu 1983)
- Sojuz TM-6, Sojuz TM-5 (29. srpna 1988 – 7. září 1988)

## Vyznamenání

### Sovětská a ruská vyznamenání
- Hrdina Sovětského svazu – 19. února 1979[8] a 23. listopadu 1983[9] – za úspěšnou realizaci dlouhého kosmického letu na orbitální výzkumném komplexu Saljut 7 a za prokázanou odvahu a hrdinství
- Řád Říjnové revoluce – 7. září 1988 – za úspěšnou realizaci kosmického letu ve výzkumné orbitální stanici Mir a za prokázanou odvahu a hrdinství
- Leninův řád
- Medaile 100. výročí narození Vladimira Iljiče Lenina
- Jubilejní medaile 20. výročí vítězství ve Velké vlastenecké válce 1941–1945
- Pamětní medaile 850. výročí Moskvy
- Medaile Za zásluhy při objevování vesmíru – 12. dubna 2011 – za velké zásluhy v oblasti výzkumu, vývoje a využívání kosmického prostoru, za mnoho let svědomité práce a za aktivní společenské aktivity[10]

### Zahraniční vyznamenání
- Hrdina Afghánistánu – Afghánská demokratická republika, 1988[11]
- Řád slunce svobody – Afghánská demokratická republika, 1988[11]
- Řád Bulharské lidové republiky I. třídy – Bulharsko, 1988
- Süchbátarův řád – Mongolsko
- Řád za zásluhy III. třídy – Ukrajina, 23. července 2001) – za významný osobní přínos k rozvoji astronautiky, posílení přátelských vztahů mezi Ukrajinou a Ruskou federací[12]